# 페이퍼 렉스
페이퍼 렉스(Paper Rex)은 싱가포르의 발로란트 프로게임단이다. 이전에는 카운터-스트라이크: 글로벌 오펜시브 프로게임단을 운영했다.

## 연혁

### 발로란트
- 2020년 7월 20일 : Paper Rex 창단

## 소속 선수

### 발로란트
- 코치 : 알렉상드르 살레
- 매니저 : 조슈아 포크

| 이름            | 아이디    | 비고 |
| --------------- | --------- | ---- |
| 아론 레온하트   | mindfreak |      |
| 제이슨 수센토   | f0rsakeN  |      |
| 칼리시 루시아디 | d4v41     | 주장 |
| 왕징지에        | Jinggg    |      |
| 일리야 페트로프 | something |      |

## 주요 성적

### 발로란트
- 2021년
  - 2021 발로란트 챌린저스 말레이시아 & 싱가포르 스테이지 1 챌린저스 2 4위
  - 2021 발로란트 챌린저스 말레이시아 & 싱가포르 스테이지 1 챌린저스 3 4위
  - 2021 발로란트 챌린저스 말레이시아 & 싱가포르 스테이지 2 챌린저스 1 준우승
  - 2021 발로란트 챌린저스 말레이시아 & 싱가포르 스테이지 2 챌린저스 2 우승
  - 2021 발로란트 챌린저스 말레이시아 & 싱가포르 스테이지 2 챌린저스 3 우승
  - 2021 발로란트 챌린저스 동남아시아 스테이지 2 3위
  - 2021 발로란트 챌린저스 말레이시아 & 싱가포르 스테이지 3 챌린저스 1 우승
  - 2021 발로란트 챌린저스 말레이시아 & 싱가포르 스테이지 3 챌린저스 2 준우승
  - 2021 발로란트 챌린저스 말레이시아 & 싱가포르 스테이지 3 챌린저스 3 우승
  - 2021 발로란트 챌린저스 동남아시아 스테이지 3 준우승
  - 2021 발로란트 챔피언스 투어 마스터스 스테이지 3 13위
- 2022년
  - 2022 발로란트 챌린저스 말레이시아 & 싱가포르 스테이지 1 우승
  - 2022 발로란트 챌린저스 아시아 퍼시픽 스테이지 1 우승
  - 2022 발로란트 챔피언스 투어 마스터스 스테이지 1 4위
  - 2022 발로란트 챌린저스 말레이시아 & 싱가포르 스테이지 2 우승
  - 2022 발로란트 챌린저스 아시아 퍼시픽 스테이지 2 우승
  - 2022 발로란트 챔피언스 투어 마스터스 스테이지 2 준우승
  - 발로란트 챔피언스 2022 9위
- 2023년
  - 발로란트 챔피언스 2023 2위